# Fries (Virginia)
Fries (pronunciado freeze) es un pueblo situado en el condado de Grayson, Virginia, Estados Unidos. Tiene una población estimada, a mediados de 2022, de 448 habitantes.

## Demografía

### Censo de 2020
Según el censo de 2020, en ese momento había 450 personas viviendo en la localidad. La densidad de población era de 272.73 hab./km². Había 311 viviendas, lo que representaba una densidad de 188.5/km². El 94.00% de los habitantes eran blancos, el 2.89% eran afroamericanos, el 0.44% eran asiáticos, el 1.33% eran de otras razas y el 1.33% era de una mezcla de razas. Del total de la población, el 1.56% eran hispanos o latinos de cualquier raza.

### Censo de 2000
Según el censo de 2000, en ese momento había 614 personas, 298 hogares y 177 familias en la localidad. La densidad de población era de 364.7 hab./km². Había 337 viviendas, lo que representaba  una densidad de 200.2/km². El 98.70% de los habitantes eran blancos, el 0.65% eran afroamericanos, el 0.16% eran amerindios, el 0.16% eran de otras razas y el 0.33% eran de una mezcla de razas. Del total de la población, el 0.98% eran hispanos o latinos de cualquier raza.
De los 298 hogares, en el 17.4% había menores de 18 años, el 46.3% pertenecía a parejas casadas, el 9.1% tenía a una mujer como cabeza de familia y el 40.6% no eran familias. El 39.3% de los hogares estaba compuesto por un único individuo y el 23.8% pertenecía a alguien mayor de 65 años viviendo solo. El tamaño promedio de los hogares era de 2.06 personas y el de las familias de 2.71.
La población estaba distribuida en un 16.8% de habitantes menores de 18 años, un 7.0% entre 18 y 24 años, un 19.4% de 25 a 44, un 28.8% de 45 a 64 y un 28.0% de 65 años o mayores. La media de edad era 49 años. Por cada 100 mujeres había 75.9 hombres. Por cada 100 mujeres de 18 años o más, había 72.1 hombres.
Los ingresos medios de los hogares de la localidad eran de $21,250 y los ingresos medios de las familias eran de $30,250. Los hombres tenían ingresos medios por $27,946 frente a los $18,472 que percibían las mujeres. Los ingresos per cápita eran de $13,107. El 17.8% de la población y el 14.1% de las familias estaban por debajo del umbral de pobreza. El 26.8% de los menores de 18 años y el 14.4% de los habitantes de 65 años o más vivían por debajo del umbral de pobreza.

## Geografía
Según la Oficina del Censo de los Estados Unidos, la localidad tiene un área total de 2.13 km², de los cuales 1.65 km² corresponden a tierra firme y 0.48 km² están cubiertos de agua.